# Marta Ferrusola i Lladós
Marta Ferrusola i Lladós   (Barcelona, 28 de juny de 1935 - Barcelona, 8 de juliol de 2024) fou una empresària catalana, coneguda per ser la muller del 126è president de la Generalitat de Catalunya, Jordi Pujol.

## Biografia
Filla de Josep Ferrusola i Pascual i Carme Lladós i Martí, es casà amb Jordi Pujol i Soley el 4 de juny del 1956 i tingueren set fills: Jordi (1958), Marta (1959), Josep (1963), Pere (1965), Oriol (1966), Mireia (1969) i Oleguer (1972).
Durant els 23 anys de mandat del seu marit, Marta Ferrusola assumí càrrecs simbòlics en fundacions i entitats de caràcter benèfic, com ara la presidència del comitè organitzador del Festival Internacional de la Infància de Barcelona. Amb l'esposa de Carles Sumarroca, amic personal de Jordi Pujol, crearen l'empresa de jardineria Hidroplant.
Des del 2017, es trobà imputada en l'anomenat cas Pujol, juntament amb el seu marit i alguns dels seus fills.